# Manuel Barciela Vilaboa
Manuel Barciela Vilaboa (Melilla, fl. 1898-Bonares, Huelva; 1 de octubre de 1936) fue un empresario, político y poeta español.

## Biografía
Nacido en Melilla hacia 1898-1900, su familia era de nivel social medio-alto. Se dedicó al comercio del vino de sus propios viñedos en Málaga hasta 1928. En 1923 conoció a quien se convertiría en su esposa, Eloísa Picón Contreras. En 1925 se casa  y conciben dos hijos, uno de ellos no llega al año de vida. En 1928 se instala en la localidad onubense de Rociana del Condado. Siempre le gustó escribir poesías de todo tipo, donde narra el día a día, sin una gramática correcta, sino con latiguillos y palabras escritas tal como se habla en Andalucía. Manuel Barciela fue investido como alcalde de Rociana del Condado el 20 de febrero de 1936, inaugurando así el Frente Popular, dejando ver su idealismo socialista a pesar de ser un hombre sin problemas económicos. 
A escasos dos meses dimite como alcalde del municipio a causa de la radicalización de sus ideales, no concordando con el posibilismo de sus compañeros socialistas. Después de comenzar el movimiento contra la República fue apresado en Higuera la Real, posiblemente por una delación, y fue fusilado el 1 de octubre de 1936 en algún lugar de la localidad de Bonares al grito de "Viva la República", mientras le disparaban a la boca. Muchos fueron los poemas y discursos que dejó. En una carta dirigida a la esposa desde el depósito improvisado de detenidos de Rociana, presintiendo que su muerte se acercaba, señaló indirectamente a su delator.